# Tres días para matar
3 días para matar es una película franco-estadounidense de acción de 2014 dirigida por McG y escrita por Luc Besson y Adi Hasak. El filme es protagonizado por Kevin Costner, Amber Heard, Hailee Steinfeld, Connie Nielsen, Richard Sammel y Eriq Ebouaney. La película se estrenó el 21 de febrero de 2014.

## Argumento
El veterano agente de la CIA Ethan Renner (Kevin Costner ) trabaja con un equipo para capturar al Albino (Tómas Lemarquis), el teniente de un traficante de armas apodado el Lobo (Richard Sammel), quien está tratando de vender una bomba sucia a un grupo terrorista. El Albino descubre la trampa cuando reconoce a una de las agentes y mata a todo el equipo, excepto a Renner, quien es capaz de detener al Albino disparándole en la pierna, pero no puede capturarlo porque instantes antes se desploma y colapsa.
Mientras tanto, la asesina de élite de la CIA Vivi Delay (Amber Heard) ha sido asignada personalmente por el director de la agencia (Raymond J. Barry) para matar al Lobo. Ella vigiló el funcionamiento y las comunicaciones que Renner tuvo, porque es el único que ha visto al Lobo y puede identificarlo.
Renner está prácticamente desactivado por una tos extrema, que luego se le diagnostica como cáncer Glioblastoma terminal que se ha extendido a sus pulmones. Los médicos le dan sólo unos meses de vida y no llegará a la próxima Navidad. Durante décadas ha mantenido su peligrosa carrera en secreto, cuidadosamente oculta de su esposa Christine (Connie Nielsen) y de su hija Zooey (Hailee Steinfeld), a costa incluso de perderlas. Él decide pasar sus últimos días tratando de arreglar su distanciada relación con su hija, y si es posible, con su exesposa.
Renner regresa a París, donde él y su familia viven por separado, para encontrar sorpresivamente en su departamento a una familia de inmigrantes africanos que entró sin su consentimiento. A Renner le dicen en la estación de policía que por cuestiones humanitarias no se le permite desalojar a los ocupantes ilegales e indigentes hasta después del invierno.
Él hace una reconexión con Christine y con Zooey, le dice a Christine de su enfermedad terminal. Ella le permite reencontrarse con Zooey y cuando ella tiene que viajar a Inglaterra por negocios se ve obligada a dejar a su hija al cuidado de su padre. Mientras tanto, Vivi lo recluta para encontrar y matar al Lobo, a cambio de un fármaco experimental que podría extender su vida de manera significativa y una suma considerable de dinero. Renner acepta a regañadientes para conseguir más tiempo con su familia. Vivi le dice que para atrapar al Lobo es imprescindible encontrar al agente del Albino, Mitat Yilmaz (Marc Andréoni) y a Guido (Bruno Ricci), el contador del criminal internacional.
Todo el tiempo Renner está luchando contra el efecto alucinógeno de la medicina. Su ritmo cardíaco es demasiado alto, él lo puede controlar sólo consumiendo vodka y también tiene que lidiar con los problemas escolares de Zooey, incluyendo su costumbre de mentir para que ella pueda escaparse a fiestas. Poco a poco la chica se las arregla para mantenerse fuera de problemas, y restablece lentamente una relación con su padre, lo que impresiona a su esposa ya que la enseña a ir en bicicleta y a bailar.
Para cumplir el acuerdo con Vivi, Renner sigue al Lobo y al Albino en el metro de París, pero el agente colapsa por las constantes alucinaciones, ahora en el andén. El Albino intenta matarlo empujándolo delante de un tren en movimiento, pero Renner consigue empujar al Albino en su lugar y lo liquida, mientras el Lobo se escapa de nuevo.
La familia Renner está invitada a una fiesta organizada por Hugh (Jonas Bloquet), el novio de Zooey, pero resulta que el padre del chico es socio del Lobo sin que nadie previera esa situación, mala suerte, dice Renner. Renner se las arregla para proteger a Christine y a Zooey cuando los hombres del Lobo comienzan a disparar en pleno evento; él los mata a todos. Mientras el Lobo está atrapado en un ascensor por el que trataba de evadirse, Renner corta el cable, provocando que se estrelle en el sótano. El Lobo herido se arrastra fuera del elevador pero Renner está colapsando de nuevo y deja caer su arma donde el Lobo puede recogerla, en eso llega Vivi, le tira la pistola a Renner, diciéndole que termine el trabajo y mate al Lobo, pero él decide no quiere hacerlo, porque le prometió a su esposa que dejaría este trabajo. Vivi sin más luego mata al Lobo.
Por fin Renner se retira, sobrevive a la Navidad, está descansando en una casa de playa con Zooey y con Christine. Él descubre un pequeño paquete de regalo envuelto en papel rojo, que contiene otro frasco con la droga experimental para el cáncer. Vivi es vista en una colina detrás de la casa sonriendo mientras Renner abre el paquete.

## Reparto
- Kevin Costner como Ethan Renner.
- Amber Heard como Vivi Delay.
- Hailee Steinfeld como Zooey Renner.
- Connie Nielsen como Christine Renner.
- Marc Andréoni como Mitat Yilmaz, el chofer de limusina del Lobo.
- Raymond J. Barry como el director de la CIA.
- Big John como Louis.
- Jonas Bloquet como Hugh, el novio de Zooey.
- Eriq Ebouaney como Jules, un maliense que ocupa la casa de Ethan con su familia.
- Tómas Lemarquis como el Albino, matón del Lobo.
- Philippe Reyno como joven agente afroamericano, empleado de la agente Vivi.
- Richard Sammel como el Lobo.
- Bruno Ricci como Guido, el contable del Lobo.
- Eric Supply como invitado de la fiesta.
- Rupert Wynne-James como el padre de Hugh.